# Simulazione navale
La simulazione navale viene utilizzata per la formazione degli equipaggi di marina: l'esigenza di un sistema che consentisse di dare agli allievi delle valide nozioni sulle problematiche della navigazione e, a partire dagli anni post bellici, sui sistemi radar, è sorta contemporaneamente all'istituzione delle scuole nautiche. Un precursore può essere considerato il simulatore di propulsione “a vento” costituito da un simulacro di imbarcazione, spesso in cemento, dotato di alberi, pennoni e manovre e presente in tante scuole, Accademia Navale di Livorno compresa. Era uno dei primi simulatori in assoluto.

## Caratteristiche
Intorno agli anni sessanta, alcune case costruttrici di apparati Radar misero a punto dei lanciatori di bersagli che, nati per la taratura dei sistemi, furono anche usati per un addestramento continuo a bordo. Dato che consentivano di utilizzare il radar e di effettuare delle simulazioni di pilotaggio e di manovra, ebbero un certo livello di introduzione anche nell'ambito scolastico.
Contemporaneamente, l'esigenza di dare formazione agli equipaggi, fece sorgere dei centri di certificazione che all'inizio operarono con dei modelli in scala. Due ufficiali, incuneati nell'imbarcazione, effettuavano in un bacino, nel quale potevano essere modificate le condizioni ambientali, esercizi di navigazione e manovra.
Prima ancora dei simulatori basati sui primi calcolatori, furono prodotti dei sistemi che proiettavano, tramite un sistema di specchi e prismi, l'immagine radar di un porto o di una costa,  sul display di un radar. Si trattava di una apparecchiatura delicata e macchinosa sulla quale, comunque, il Nautico di Brindisi ha fatto lavorare a lungo e con profitto i suoi allievi.
Poco più di venti anni fa, con l'apparire sul mercato di un hardware informatico economicamente accessibile, un gruppo di studio presso il CETENA di Genova iniziò a progettare la vera simulazione navale. I problemi da affrontare furono innumerevoli, in quanto si trattava di creare dal nulla una nuova scienza. Le ricadute furono immediate ed alcune realtà iniziarono a presentare sul mercato le loro realizzazioni che, in genere, si limitavano alla creazione di una immagine radar ed alla rappresentazione schematica di un porto, nel quale far attraccare la nave. Nave che veniva pilotata con dei commutatori a decadi sui quali si impostavano i dati di rotta e di velocità. La resa grafica era limitata dalla disponibilità di memoria, dalla velocità dei microprocessori e dalla grafica Hercules, antenata preistorica delle attuali Matrox, NVidia, GeForce, ecc.
Poi lo sviluppo dell'informatica ha paradossalmente scremato gli operatori, riducendoli su scala mondiale a una decina, di cui uno in Italia, ed ha fatto sviluppare, con una accelerazione impressionante, i sistemi di simulazione che riescono ora a rispettare in pieno il dettato delle raccomandazioni STCW che recitano “per la plancia simulata si deve realizzare un sistema il più possibile vicino alla realtà operativa”.